# ルーキー清二
ルーキー清二（ルーキーせいじ、1930年 - 1970年5月）は、日本の芸人、コメディアン、漫才師。本名:黒崎清次。大阪府出身。

## 来歴・人物
『漫才教室』（ABCラジオ）等のコンクール荒らしをしていた頃にルーキー新一と出会う。1957年にプロに転向し浮世亭夢若の門下になり、漫才コンビ『梅乃松夫・武夫』として松竹芸能からデビュー。
1961年に吉本興業に引き抜かれ『ルーキー新一・清二』と改名。
この頃から人気が出始め、ルーキー新一のピンでの仕事も増え始め、吉本新喜劇にもちょくちょく出ていたようである。しばらくしてコンビを解消した。
1965年に浪花五郎の名で浪花三郎と、アレキサンダー二世の名でアレキサンダー一世と、東清二の名で中山三吉と、浪花ハチゴロの名で浪花クマゴロと、目まぐるしくコンビを変えたが芽が出ず、後に地方巡業先で交通事故死を遂げた。
黒崎清二と名乗っていた時期がある。

## 元相方
ルーキー新一、浪花三郎、アレキサンダー一世、中山三吉、浪花クマゴロ